# Taw Mim Semkath
De Assyrische school van Adana (Syrisch: Beth-Yathmē d-Othūroyē da-b-Qīlīqīyā) was een Syrisch-orthodox weeshuis annex school voor kinderen uit de Assyrische gemeenschap in de Turkse stad Adana, opgericht in 1919. 
De Assyrische genocide in 1915 zorgde voor een versnippering van de Syrisch-orthodoxe gemeenschap in Turkije. Door de toestroom van wezen en gevluchte Assyriërs uit andere gebieden, en door de relatieve rust die er rondom Adana ontstond na het Verdrag van Sèvres, nam de in Adana aanwezige Syrische gemeenschap het besluit tot het uitbereiden van het bestaande Assyrische schooltje en het eraan toevoegen van een weeshuis. De Assyrische school van Adana waarin wezen werden opgevangen en onderwezen, werd op 22 september 1919 officieel geopend. Sponsoring kwam er onder meer vanuit de Syrisch-orthodoxe kerk, vanuit de Franse autoriteiten die op dat moment het gebied bestuurden, en vanuit Taw Mim Simkath, een ontwikkelingsorganisatie van Syrische Amerikanen in New Jersey, oorspronkelijk afkomstig uit de Turkse stad Diyarbakır. Bij de opening telde de school 25 wezen, binnen een jaar waren het er meer dan 80. De school, die op haar hoogtepunt zo'n 1.000 leerlingen had, gaf les in vakken als scheikunde, natuurkunde, theologie, geschiedenis en verschillende talen. Daarnaast stelde de school zich ten doel om de leerlingen, die vaak verschillende achtergronden hadden en daardoor verschillende talen spraken, het gevoel te geven allen Assyriër te zijn, en hen Syrisch te leren spreken. 
De monnik Dolabani, de latere metropoliet van Mardin werd begin 1920 aangetrokken om Syrische en Arabische les te geven. Hiermee stond hij aan de wieg van een nieuwe generatie moderne Syrische schrijvers en voortrekkers, waaronder Fawlos Gabriel (1912-1971) die later de Taw Mim Simkath-school in Beiroet zou gaan leiden, de dichter Ghaṭṭās Maqsī-Ilyās (1911-2008), de historicus Abrohom Gabriel Sowmy (1913-1996), de muzikant Gabriel As‘ad en de Orthodoxe metropoliet Yeshue Samuel. 
Als gevolg van de Turkse Onafhankelijkheidsoorlog, trok de Franse Hoogcommissaris al na drie jaar zijn steun in en vluchtten in 1921 vele Assyriërs en andere christenen weg uit Adana. De Syrische Amerikanen van Taw Mim Simkath wisten met hulp van de Syrische gemeenschap in Beiroet (Libanon) de school en het weeshuis in 1923 ten minste ten dele te verplaatsen naar Beiroet. De bouw van een klein weeshuiscomplex werd in 1926 in Khandaq al-Ghamīq afgerond. In 1973 werd de school verplaatst naar Bourj Hammoud, een stad met een aanzienlijke Armeense gemeenschap, ten noordoosten van Beiroet. 